# همبل للنفط
شركة همبل humble oil اويل من اوائل شركة النفط الأمريكية في ولاية تكساس .
 أسست أسرة ستيرلينغ شركة همبل اويل النفطية في مدينة هيوستن سنة 1911 م بولاية تكساس بعد أن قررت المحكمة العليا في الولايات المتحدة الأمريكية تقسيم شركة ستاندرد اويل لصاحبها جون د. روكفيلر وشركائه ومنعها من احتكار مادة النفط في أنحاء أمريكا , وتتألف الأسرة من الأخوة روس وفرانك وشقيقتهما فلورنسا ستيرلينغ , التي أصبحت سنة 1917 م السكرتير الإداري والمالي والعضو المنتدب وأمين الصندوق العام للشركة المذكورة بعد أن ساهمت بإعادة هيكلة تنظيمها .
وقد وصلت أملاك وإنتاج شركة همبل اويل أنذاك إلى 225 بئرا من النفط الخام بإنتاج يومي قدره 8500 برميل وبسبب إنتاجها العالي توسعت الحركة العمرانية حول أنشطتها وارتفع عدد السكان من 700 فرد إلى عشرون الف نسمة , حيث تعتبر صناعة النفط هي النموذج الأصح لانتعاش المناطق التي يكتشف حولها وقتئذ , وقد أدرجت بالبورصة المحلية برسمال قدره مليون دولار وتم توسيع إنتاج الشركة بشكل كبير ومزدهر بعد أن أدخلت المشتقات والمصافي الثلاثية على أعمالها , وفي سنة 1919 م اشترت شركة ستاندرد اويل أوف نيوجرسي نصف الأسهم بعد أن ضاعفت راس المال و وسعت احتياطاتها سنة 1935 م , كما ازداد الإنتاج خلال الحرب العالمية الثانية بسبب الطلب العسكري البحري والجوي المرتفع باستمرار, ثم توسع بعد أن دخلت الجيوش الأمريكية الحروب والمعارك البرية في أوروبا واسيا و أصبحت همبل أكبر منتج محلي للنفط الخام هناك , في عام 1948 م أصدرت همبل ما مجموعه ثمانية عشر مليون سهم برأس مال إجمالي قدره 475 مليون دولار فشترت شركة ستاندرد اويل أوف نيوجرسي 72% من مجموع الأسهم العامة للشركة , وفي عام 1949 م ارتفع الإنتاج بشكل كبير وصل إلى 280 الف برميل يوميا وضم اليه الغاز المسال بواقع 16 الف برميل يوميا من خلال تسعة الأف وثلاثمائة منبع لأبار النفط والغاز الطبيعي المصاحب , وفي سنة 1959 م استحوذت ستاندرد اويل أوف نيو جرسي على كافة اسهم شركة همبل اويل ودمجتها تحت راية شركة اكسون سنة 1973 م .